# Piz Terri
Piz Terri är en bergstopp i Schweiz.   Den ligger i regionen Surselva och kantonen Graubünden, i den sydöstra delen av landet, 130 km öster om huvudstaden Bern. Toppen på Piz Terri är 3 149 meter över havet, eller 421 meter över den omgivande terrängen. Bredden vid basen är 6,6 km.
Terrängen runt Piz Terri är huvudsakligen bergig. Närmaste större samhälle är Disentis, 18,1 km nordväst om Piz Terri. 
Trakten runt Piz Terri består i huvudsak av gräsmarker. Runt Piz Terri är det mycket glesbefolkat, med 5 invånare per kvadratkilometer.